# اللعنة (فلم 1987)
اللعنة (بالإنجليزية:The Curse) ويعرف عالميا بإسم ذا فارم او المزرعة هو فيلم رعب خيال علمي أمريكي صدر عام 1987 من إخراج ديفيد كيث ويعتبر هذا الفلم أول تجربة إخراجية له، ولقد استوحى فكرته من قصة قصيرة للكاتب الشهير هوارد فيليبس لافكرافت بعنوان اللون من خارج الفضاء.